# Dragon Ball Z: Budokai Tenkaichi 2
Dragon Ball Z: Budokai Tenkaichi 2, conhecido como Dragon Ball Z: Sparking! NEO (ドラゴンボールZ, Sparking! NEO, Doragon Bōru Zetto Supākingu! Neo) no Japão, é um jogo de luta para PlayStation 2 e Wii. É a sequencia de Dragon Ball Z: Budokai Tenkaichi.

## Personagens
O jogo possui um total de cento e vinte e nove personagens e seis adicionais na versão para Wii,são eles:
- Androide #13
- Androide #13 (Fusão)
- Androide #16
- Androide #17
- Super Android #17
- Androide #18
- Androide #19
- Doutor Gero
- Baby Vegeta
- Super Baby Vegeta 1
- Super Baby Vegeta 2
- Baby Vegeta (Oozaru)
- Bardock
- Bojack
- Bojack (Poder Máximo)
- Zangya
- Janemba
- Janemba (Forma Final)
- Broly
- Broly (Super Saiyajin)
- Broly (Lendario Super Saiyajin)
- Cell (Primeira Forma)
- Cell (Forma Imperfeita)
- Cell (Forma Perfeita)
- Cell (Forma Super Perfeita)
- Cell Jr.
- Cooler
- Cooler (Forma Final)
- Salza
- Cui
- Dodoria
- Appule
- Soldado de Freeza
- Recoome
- Gurdo
- Freeza (primeira forma)
- Freeza (segunda forma)
- Freeza (terceira forma)
- Freeza (forma final)
- Freeza (Poder Máximo)
- Garlic Jr.
- Super Garlic Jr.
- General Tao
- Tao Ciborgue
- Lorde Slug
- Slug (Super Namekuseijin)
- Goku
- Goku (Super Saiyajin)
- Goku (Super Saiyajin 2)
- Goku (Super Saiyajin 3)
- Goku GT (Super Saiyajin 4)
- Son Gohan (avô de Goku)
- Goku Criança
- Goku Criança Oozaru
- Bardock
- Bardock Oozaru
- Nappa Oozaru
- Raditz Oozaru
- Tullece Oozaru
- Vegeta (Explorador) Oozaru
- M.Satan
- Hirudegarn
- Shin (Supremo Senhor Kaioh do Leste)
- Kibitoshin
- Majin Boo
- Majin Boo (Maldade Pura)
- Super Boo
- Super Boo (Gohan Absorvido)
- Kid Buu
- Majuub
- Mestre Kame
- Mestre Kame (Poder Máximo)
- Mecha Freeza
- Metal Cooler
- Pan
- Pikkon
- Piccolo
- Rei Piccolo Daimaoh
- Saibamen
- Vegeto
- Super Vegeto
- Super Gogeta
- Gogeta Super Saiyajin 4
- Gotenks
- Super Gotenks
- Super Gotenks 3
- Gohan Criança
- Gohan Adolescente
- Gohan Adolescente (Super Saiyajin)
- Gohan Adolescente (Super Saiyajin 2)
- Gohan Adulto
- Gohan Adulto (Super Saiyajin)
- Gohan Adulto (Super Saiyajin 2)
- Gohan Adulto (Forma Mistica)
- Gohan Adulto (Grande Saiyaman)
- Goten
- Goten (Super Saiyajin)
- Syn Shenron
- Omega Shenron
- Tapion
- Tenshinhan
- Chaos
- Vegeta Saga Androide
- Vegeta Saga Androide (Super Saiyajin)
- Super Vegeta
- Vegeta Saga Boo (Super Saiyajin 2)
- Majin Vegeta
- Vegeta GT (Super Saiyajin 4)
- Trunks Espada
- Trunks Espada (Super Saiyajin)
- Trunks Adulto
- Super Trunks
- Trunks Criança
- Trunks Criança (Super Saiyajin)

## Sagas
No decorrer da Dragon Adventure irão aparecer varias sagas do DBZ, as do anime e de filmes tais como:
- Saga Saiyajin
- A árvore do poder (The tree of power)
- Lord Slug
- Batalha final (Final Battle)
- Frieza Saga
- Makyo Star
- A vingança de Cooler (Cooler's Revenge)
- O retorno de Cooler (Cooler's return)
- A História de Trunks
- Android Saga
- Super andróide N° 13
- Broly o Lendário Super Sayajin (Broly The Legendary Super Saiyan)
- Guerreiro definitivo do futuro
- Bojack desacoplado (Bojack Unbound)
- Saga Majin Boo
- O Retorno de Broly
- O Renascimento da Fusão (fusion reborn)
- A Íra do Dragão (Wrath of Dragon)
- Baby o vingador (Baby the Avenger)
- O último Android
- O Dragão Maligno a Destruição Suprema
- Um Belo Desejo

## Sagas secretas
São algumas sagas que são liberadas vencendo as missões das sagas principais.
- Rivais Destinados (Destined Rivals)
- A traição pela beleza (Beautiful Treachery)
- Fateful Brothers